# Marcomir
Ne doit pas être confondu avec Marcomir de Toxandrie.
Marcomir (ou Marcomer) est un roi franc des Ampsivariens et des Chattes à la fin du IVe siècle.

## Histoire
Avec son frère Sunnon, il fait de nombreuses incursions dans la province romaine de Germanie et notamment à Cologne dans les années 380-390. En 388, il échange des otages en gage de paix avec le général romain Arbogast. En 392, il défend son territoire contre le même général Arbogast. En 400, il est exilé en Étrurie par le général Stilicon.

## Légende
Il est désigné dans le Liber historiæ Francorum (ouvrage écrit plus de trois siècles après sa mort), comme le fils d'un Priam et comme le père du roi Pharamond, ancêtre légendaire des Mérovingiens.

## Sources
Il n'existe que deux sources contemporaines mentionnant Marcomir.
1. L'Histoire de Sulpice Alexandre citée dans L'histoire des Francs de Grégoire de Tours (livre 2, chapitre 9).
2. Éloge à Stilicon de Claudien (livre 1).

### L'Histoirede Sulpice Alexandre
- L'épisode se déroule entre 384 et 388 pendant l'imperium de Maxime :

« [...]  En ce temps les francs qui avaient pour ducs Génobaud, Marcomir et Sunnon firent irruption dans la Germanie et lorsqu'ils eurent envahi la frontière, bien des mortels furent massacrés ; ils dévastèrent les pays les plus fertiles et jetèrent aussi la panique à Cologne. Quand la nouvelle parvient à Trèves, Nannin et Quentin, maître de la milice, à qui Maxime avait confié son fils encore enfant et la défense des Gaules, levèrent une armée et se rassemblèrent à Cologne. Mais les ennemis qui étaient chargés de butin, après avoir pillé les richesses des provinces, traversèrent le Rhin, tout en laissant sur le sol romain un grand nombre des leurs prêts à reprendre le pillage. Il fut aisé aux Romains de se mesurer avec eux et beaucoup de francs furent massacrés dans la Charbonnière. »

- L'épisode se déroule en 388 peu après la mort de Victor, fils de l'empereur Maxime :

« Quelques jours plus tard, alors que Marcomir et Sunnon étaient chez les Francs des personnages royaux, une brève conférence eut lieu et des otages furent exigés selon l'usage, puis Arbogast revint hiverner à Trèves. »

- L'épisode se déroule en 392 pendant l'impérium de Valentinien II :

« La même année Arbogast poursuivant de sa haine barbare Sunnon et Marcomir, les roitelets des Francs, gagne Cologne en plein hiver, car il savait parfaitement que toutes les retraites des Francs étaient accessibles et pouvaient être incendiées et rendus arides ne pouvaient pas cacher ceux qui s'embusquaient. Il leva donc une armée, traversa le Rhin et dévasta les pays des Bructères qui sont les plus proches de ses rives et aussi celui qu'habitent les Chamaves sans rencontrer personnes, sauf un petit nombre d'Ampsivares et de Chattes qui sous le commandement de Marcomir apparurent sur les sommets éloignés des collines. »

### Éloge à StilicondeClaudien
- L'épisode se déroule en 400 pendant le premier consulat de Stilicon :

« [...] Les provinces auront banni leurs gouverneurs avant que le Franc perfide renverse les rois que tu lui auras donnés. Ce n'est plus par de défaites, mais avec des chaînes qu'il faut punir les rebelles : sous ton consulat, un cachot dans Rome connaît des crimes des rois. Voilà ce que nous apprennent Marcomer et Sunnon, dont l'un trouva son exil dans l'Étrurie, dont l'autre périt sous le fer de ses sujets, en voulant venger son frère : monstres qu'unissent l'amour de la nouveauté, la haine de la paix, la férocité du caractère et la fureur du crime. »

## Généalogie tardive
Selon l'auteur du Liber Historiae Francorum, Marcomir serait le père de Faramond, qui serait lui-même le père du roi Clodion le Chevelu. Cette généalogie, écrite plus de trois cent trente ans après les faits, est reconnue par les historiens contemporains comme fabuleuse. Elle a été reprise par les Grandes Chroniques de France qui font de Marcomir le fils d'un certain Priam d'Autriche rattachant la lignée des rois des Francs à celle des rois de Troie conformément à la légende de l'origine troyenne des Francs,.